# Avenida de la República Argentina (Sevilla)
La avenida de la República Argentina es una vía que atraviesa al barrio de Los Remedios en la ciudad de Sevilla. acaba en el Parque de los Príncipes y empieza en la plaza de Cuba que da entrada al puente de San Telmo. Es, junto con la calle Asunción, la principal arteria del barrio de Los Remedios. Allí se encuentran la Torre de Los Remedios (una torre de oficinas que fue el edificio no monumental más alto de Sevilla hasta la construcción de la Torre Sevilla), la estación de Metro de Parque de los Príncipes y la estación de Metro de plaza de Cuba y algunos de los comercios, sedes institucionales y restaurantes más importantes de la ciudad. A menudo se utiliza esta avenida para diferenciar los barrios de Triana y Los Remedios, siendo Triana lo que queda al norte de esta avenida y Los Remedios lo que queda al sur con la avenida incluida.